# IC 3522
IC 3522 — галактика типу IBm (змішана іррегулярна витягнута галактика) у сузір'ї Волосся Вероніки.
Цей об'єкт міститься в оригінальній редакції індексного каталогу.